# سطح مقطع

سطح مقطع یک استوانه

سطح مقطع یا برش عرضی (به انگلیسی: Cross section) در هندسه تقاطع یک شکل در فضای دوبعدی با یک خط یا یک جسم در فضای سه‌بعدی با یک صفحه یا … تعریف می‌شود. به بیانی ساده‌تر، به هنگام بریدن یک جسم به چند قطعه، سطح مقطع‌های موازی حاصل می‌شود.